# Schaumbergstadion
Le Schaumbergstadion est un stade de football allemand situé à Theley, quartier de la ville de Tholey, dans la Sarre.
Le stade, doté de 9 000 places et inauguré en 1960, sert d'enceinte à domicile à l'équipe de football du VfB Theley.
Il porte le nom de la montagne de Schaumberg située près de Theley.

## Histoire
Le stade ouvre ses portes en 1960 (le club VfB Theley jouant auparavant ses matchs dans le stade situé à proximité de la Keltenplatz).
Le record d'affluence au stade est de 8 000 spectateurs lors d'une rencontre de Regionalliga Sud-Ouest 1973-74 entre les locaux du VfB Theley et du Borussia Neunkirchen le 20 janvier 1974.
Le 16 mai 2007, la finale de la Coupe de la Sarre se déroule pour la première fois au Schaumbergstadion (victoire devant 3 500 spectateurs du Rot-Weiß Hasborn-Dautweiler sur le FC Hombourg.